# Hey, Mamma!
Hey, Mamma! песма је молдавске електропоп групе Санстроук Пројект са којом ће представљати Молдавију на Песми Евровизије 2017. у Кијеву. Песму је 6. фебруара објавила издавачка кућа Ragoza Music.

## Песма Евровизије 2017.
Група је 2017. учествовала у националној селекцији O melodie pentru Europa за представника Молдавије на Евровизији 2017, која се одржала 18. јануара. 20. јануара квалификовали су се у полуфинале, где су освојили маскималан број бодова од жирија, чиме су стекли шансу за директан пласман у финале. 25. фебруара, у финалу су победили према гласовима публике, и пласирали се други према гласовима жирија. Тиме је одлучено да ће они представљати Молдавију на Песми Евровизије у Кијеву, где ће наступити у првој полуфиналној вечери.

## Списак песама
| №  | Назив | Трајање |  |
| 1. |       | 2:59    |  |

## Историја објаве
| Регија      | Датум            | Формат               | Издавачка кућа |
| ----------- | ---------------- | -------------------- | -------------- |
| Широм света | 6. фебруар 2017. | Дигитално преузимање |                |